# Fleischhof

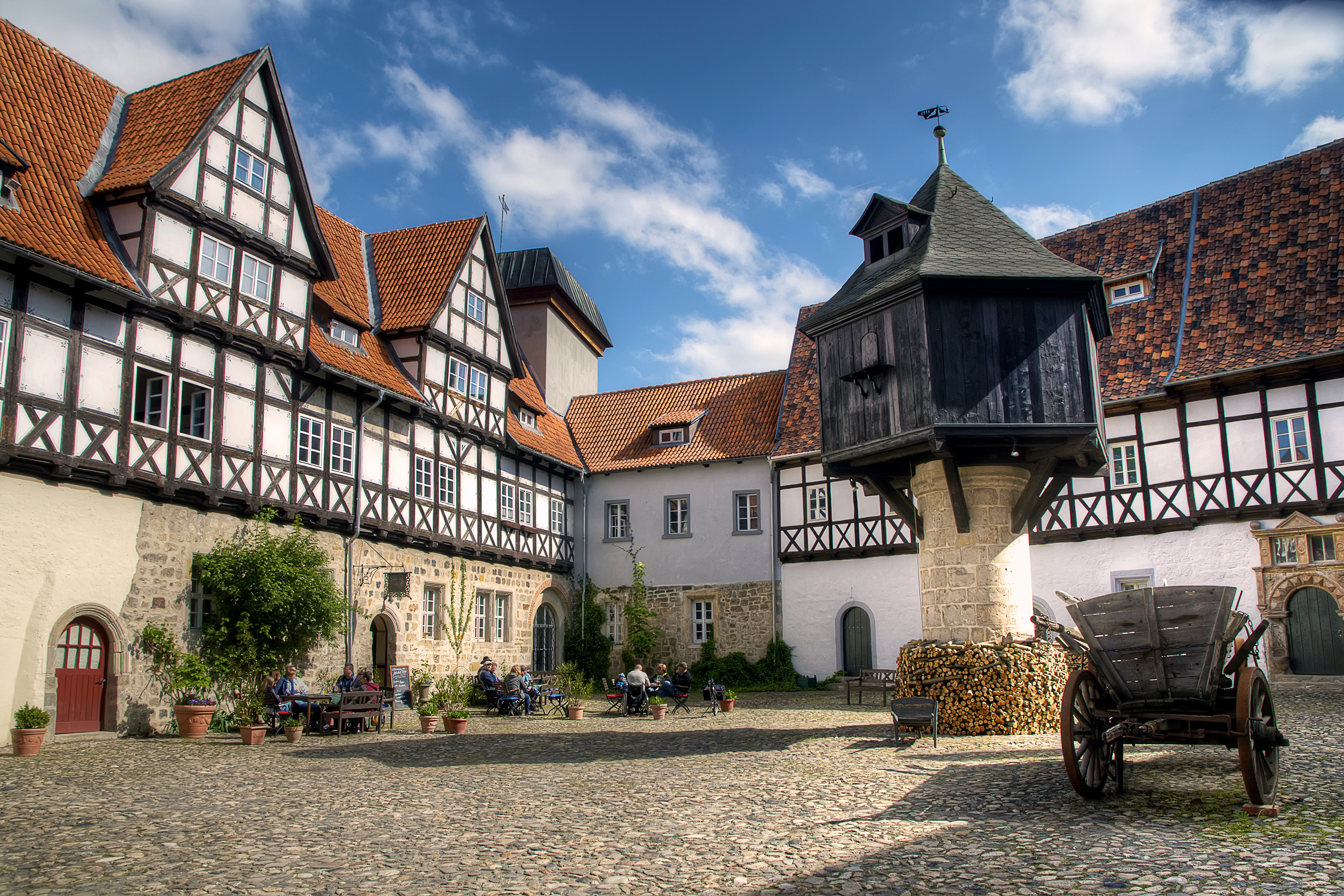
Bâtiments du Fleischhof

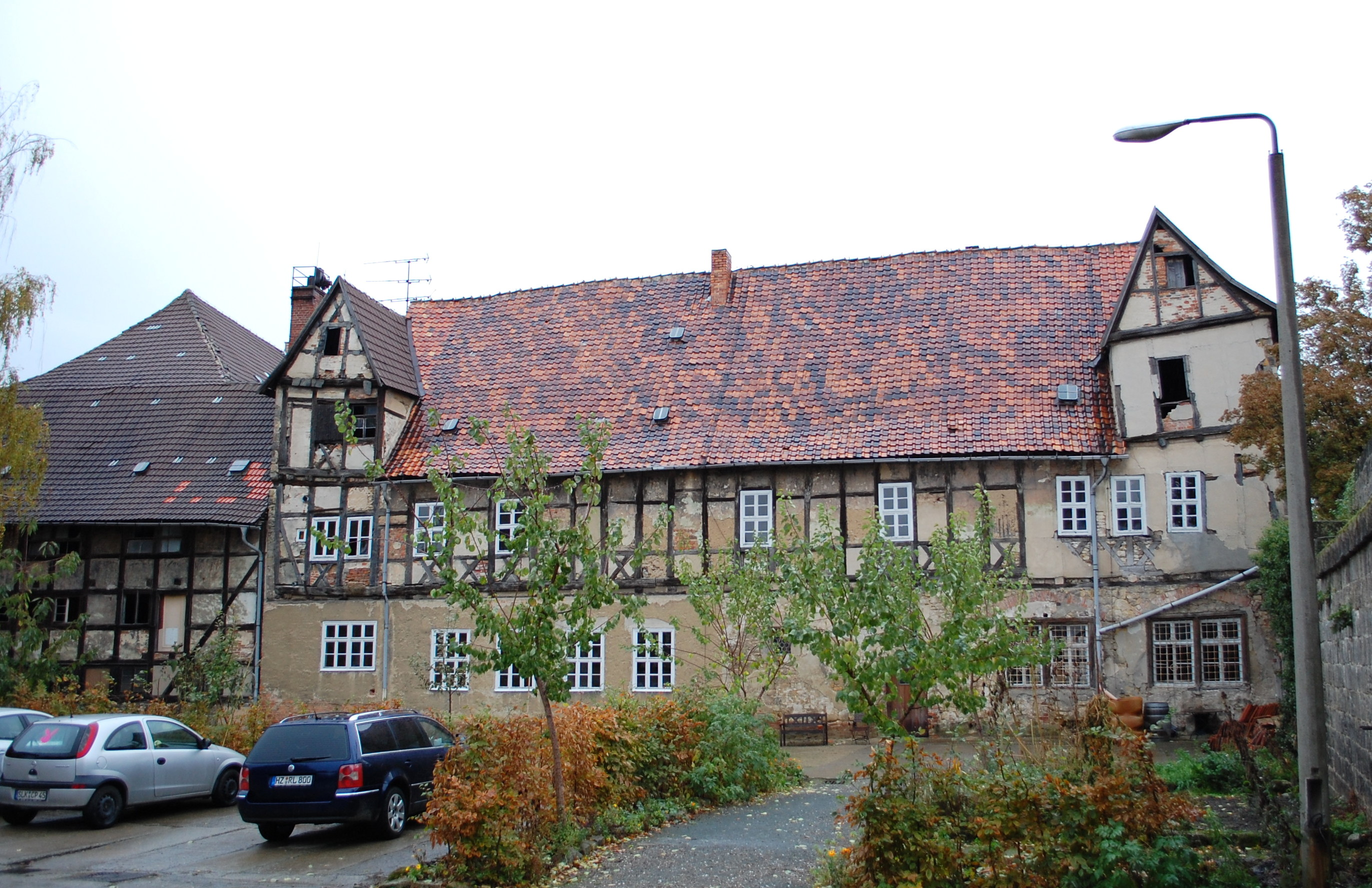
Aile ouest, vue depuis la cour voisine

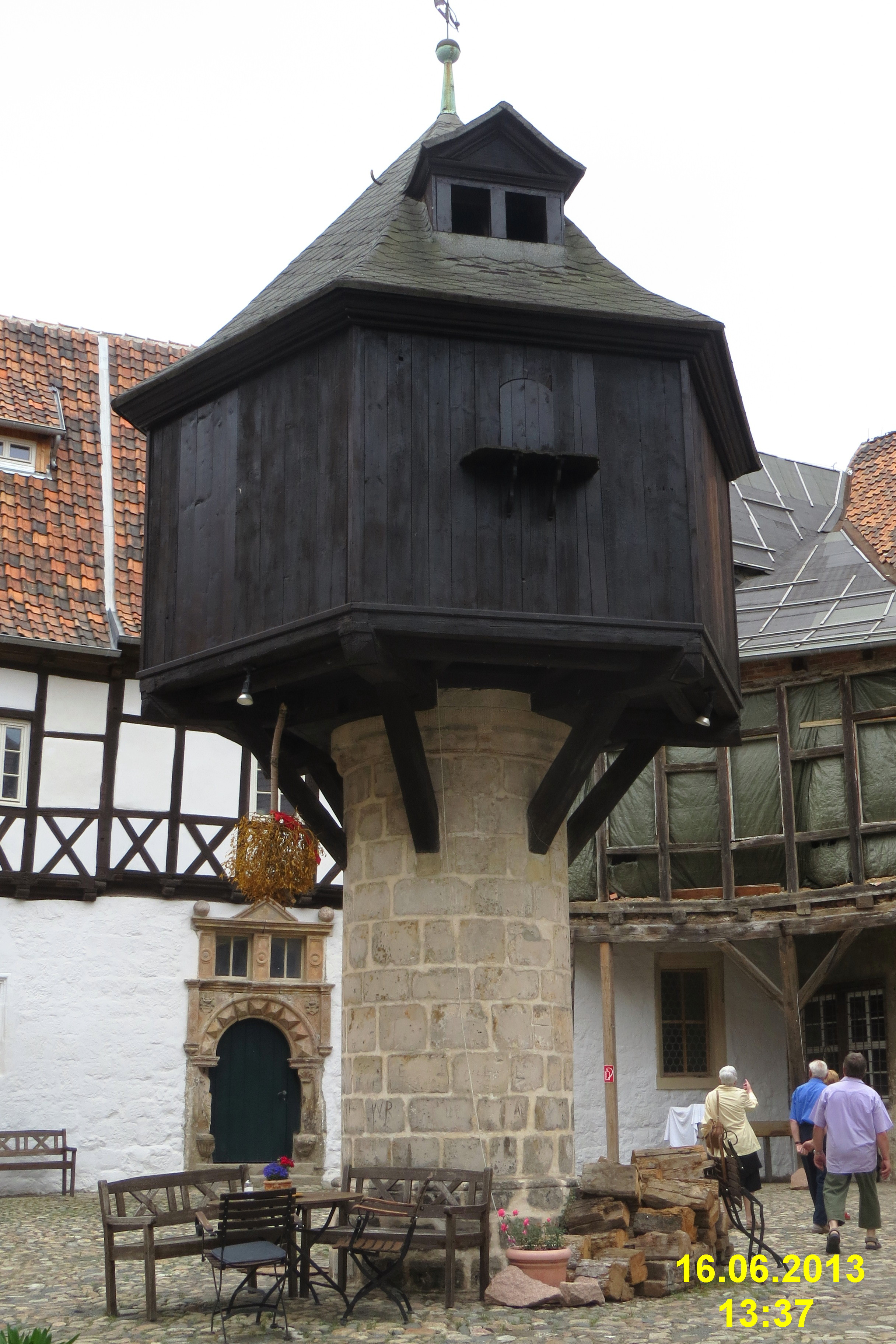
Pigeonnier dans la cour

Le Fleischhof (littéralement, Cour à viande) est une cour classée de la ville de Quedlinbourg en Saxe-Anhalt, en Allemagne. Il a été utilisé comme complexe économique à la fin du Moyen Âge et à partir du milieu du XVIe siècle comme cour.
La désignation Fleischhof figure déjà dans le livre de la ville de Quedlinbourg (curia carnificium) au début du XIVe siècle, transmis au fil des siècles. La Fondation allemande pour la protection des monuments pense que le nom vient du fait que la guilde des bouchers, qui résidait à proximité, utilisait les voûtes fraîches de la cour.
La ferme est située au sud de la vieille ville historique de Quedlinbourg. La cour est bordée au sud par le mur d'enceinte des fortifications historiques de la ville. Le complexe est inscrit au registre des monuments de Quedlinbourg en tant que cour de marchands et est un site du patrimoine mondial de l'UNESCO.

## Histoire
La ferme appartenait aux comtes de Regenstein jusqu'à ce qu'ils la vendent à la ville en 1287,. Le nom "Fleischhof" a été mentionné pour la première fois dans un document en 1316. La ferme a été gérée comme un fief du monastère voisin jusqu'en 1320, puis est devenue possession de la ville de Quedlinbourg. Celle-ci a loué un total de 17 emplacements de viande à la ferme. Au milieu du XVIe siècle, Hans von Wulffen (1518-1581) acquit la ferme et l'agrandit en une ferme libre, dans laquelle lui et ses proches firent construire des bâtiments d'habitation et de stockage en 1566 et 1580. En 1616, un autre bâtiment a été érigé. Après 1610 et avant 1620, Sigfridt von Hoym en devint le nouveau propriétaire. Les très grandes maisons ont été construites en colombages. A noter un portail Renaissance préservé. À l'angle sud-est de la cour, la Spiegelturm des fortifications de la ville est incluse dans l'ensemble.[réf. nécessaire]
Dans la cour, disposée sur un plan irrégulier[réf. nécessaire], se trouve un pigeonnier.
Le bâtiment le plus ancien conservé est l'aile ouest, dont les murs et le toit datent du milieu du XVIe siècle. L'année 1567 et les abréviations "HVW" et "E. v. P. », identifient le bâtiment comme une résidence pour Hans von Wulfen et Elisabeth von Plotho. Le portail Renaissance de l'aile sud est daté de 1595. Sur le pignon ouest, l'enceinte de la ville, qui remonte pour l'essentiel au Moyen Âge, a été reconstruite. Sous la partie sud de l'aile se trouve une cave voûtée, datant également de l'époque de la construction de la maison.[réf. nécessaire]
Les travaux de restauration ont commencé en 1988. Ils ont été interrompus avec la chute du mur de Berlin en 1990, et n'ont repris avec des travaux de sécurisation qu'à partir de 2010.
L'ensemble de la propriété est actuellement[Quand ?] en cours de rénovation avec l'aide de diverses fondations[réf. nécessaire]. Le site peut être visité.

## Liens web
- Office d'État de Saxe-Anhalt pour la préservation des monuments (éd.) : Liste des monuments de Saxe-Anhalt. Tome 7 : Falko Grubitzsch, avec la participation d'Alois Bursy, Mathias Köhler, Winfried Korf, Sabine Oszmer, Peter Seyfried et Mario Titze : District de Quedlinburg. Tome 1 : Ville de Quedlinburg. Fliegenkopf, Halle 1998,  (ISBN 3-910147-67-4), page 286 f.
- Fleischhof près de Welt-der-Wappen : description et photos, focus sur l'héraldique
- Informations du Centre allemand des colombages sur Fleischhof

## Source de traduction
- (de) Cet article est partiellement ou en totalité issu de l’article de Wikipédia en allemand intitulé « Fleischhof » (voir la liste des auteurs).